# Niezapomniana
Niezapomniana (hiszp. La Inolvidable) – wenezuelska telenowela z 1996 roku. W rolach głównych wystąpili Christianne Gout i Rafael Romero. W Polsce serial był emitowany przez TVP3 Regionalna.

## Obsada
- Cristianne Gout jako María Teresa Montero
- Rafael Romero jako Simón Leal
- Flor Núñez jako Jacinta Leal
- Eduardo Serrano jako Maximiliano Montero
- Herminia Martínez jako Mercedes Montero
- Félix Loreto jako Francisco de Paula Calcaño
- Daniela Alvarado jako Virginia Calcaño
- Juan Carlos Alarcón jako Juan Vicente Montero
- Alberto Alifa jako Astolfo Aristizábal
- Dad Dáger jako Azucena
- Pedro Durán jako Macabeo Carratú
- Guillermo Ferrán jako Jean Paul
- Fernando Flores jako Gumersindo
- Juan Frankis jako Celso
- Freddy Galavis jako Poggiolli
- María Luisa Lamata jako Natividad
- Indira Leal jako Sagrario Montero
- Esperanza Magaz jako La Abadesa
- Julio Mujica jako Arjimiro Briceño
- Jeannette Lehr jako Dolorita Molinar
- Manuelita Zelwer jako Sor Patrocinio
- Martha Pabón jako Micaela
- Freddy Salazar jako Dr. Montilla
- Tania Sarabia jako Memela
- Engelbert Rosero jako Gitano
- Luis Alberto de Mozos jako Maurice
- Roque Valero jako Funes
- Reinaldo Lancaster
- Juan Carlos Lárez jako Juancho
- Laura Altieri
- Luis Betancor
- Argenis Pérez
- Héctor Rodríguez
- Francisco (Paco) Ginot
- Winda Pierralt
- Johanna Morales
- Eduardo Gadea Pérez
- Reinaldo José Pérez